# 唯一資料庫檔案
唯一資料庫檔案（Uniqueness Database File），簡稱UDF，是微軟Windows系列作業系統進行自動化安裝時所讀取的其中一個檔案。它經常與答錄檔案配合使用，用來儲存每一部要安裝的電腦的獨特設定內容。UDF可以透過安裝光碟裡的Resource Kit的「安裝管理員」工具建立。在安裝過程裡，UDF的設定會凌駕答錄檔案的設定。